# Prinsesse Daisy
Prinsesse Daisy er en fiktiv figur i Nintendo som er blevet først optrådte i Super Mario Land. Daisy er Luigis kærlige interesse. Hendes navn var opkaldt efter en blomst som kaldes Daisy. Hun havde også optræden i Super Mario Bros-filmen.
| Spilfigurer | Spire Denne spilfigur-relaterede artikel er en spire som bør udbygges. Du er velkommen til at hjælpe Wikipedia ved at udvide den. |